# Alexandru Rău
Alexandru Rău (n. 14 martie 1900, București, România – d. 13 decembrie 1993, București, România) a fost un inginer, membru de onoare al Academiei Române.

## Distincții
- Ordinul Muncii clasa a II-a (10 august 1964) „pentru merite deosebite în opera de construire a socialismului, cu prilejul celei de a XX-a aniversări a eliberării patriei”[1]
- Ordinul „Meritul Științific” clasa a III-a (26 septembrie 1966) „pentru merite deosebite în activitatea științifică, cu prilejul Centenarului Academiei Republicii Socialiste România”[2]
- Ordinul Muncii cl. I (1970)[3]

## Lucrări
- Elaborarea oțelurilor, 1959, Editura Tehnică, București
- Elaborarea oțelurilor de scule, 1964, Editura Tehnică, București[4]
- Metalurgia oțelului (în colaborare cu Iosif Tripșa), 1973, Editura Didactică și Pedagogică, București[5]